# Fëdor Simašev
Fëdor Petrovič Simašev, accreditato come Fedor Simasjov dalla FIS (in russo Фёдор Петрович Симашев?; 13 marzo 1945 – Zainsk, 19 dicembre 1997), è stato un fondista sovietico, dal 1991 russo.

## Palmarès

### Olimpiadi invernali
- Oro a Sapporo 1972 nella staffetta 4x10 km.
- Argento a Sapporo 1972 nei 15 km.

### Mondiali
- Oro a Vysoké Tatry 1970 nella staffetta 4x10 km.
- Argento a Falun 1974 nei 15 km.
- Bronzo a Vysoké Tatry 1970 nei 15 km.